# Бауман, Йонас
Йонас Бауман (нем. Jonas Baumann; 27 марта 1990 года, Лон, Граубюнден, Швейцария) — швейцарский лыжник, серебряный призёр чемпионата мира 2025 года в эстафете, участник Олимпийских игр в Сочи. Специалист дистанционных гонок.

## Карьера
В Кубке мира Бауман дебютировал 12 декабря 2009 года, в декабре 2013 года первый раз попал в тридцатку лучших на этапе Кубка мира, в эстафете. Всего на сегодняшний день имеет на своём счету 3 попадания в тридцатку лучших на этапах Кубка мира, 2 в личных гонках и 1 в командных. Лучшим достижением Баумана в общем итоговом зачёте Кубка мира является 91-е место в сезоне 2013-14 (по состоянию на 26.02.2014). 
На Олимпийских играх 2014 года в Сочи занял 29-е место в скиатлоне 15+15 км, 24-е место в гонке на 15 км свободным стилем и 7-е место в эстафете.
На чемпионате мира 2025 года в Тронхейме в составе эстафетной четвёрки стал серебряным призёром. 
Использует лыжи и ботинки производства фирмы Atomic.